# Coelemu
Coelemu (del mapudungún: koa lemu ‘Bosque de lechuzas’) es una ciudad chilena capital de la comuna de Coelemu, de la provincia de Itata, en la Región de Ñuble.   

## Historia
El gobernador español Domingo Ortiz de Rozas fundó la villa en 1750, bajo el nombre de "Villa Jesús de Coelemu" por orden de la Junta de Poblaciones del Reino de Chile. Fue establecida originalmente a orillas de los ríos Itata y Coelemu, pero las continuas inundaciones obligaron a mudar la población su sitio actual, sobre una prominencia del terreno.
El traslado fue realizado por el gobernador Agustín de Jáuregui, quien rebautizó la villa con la alambicada fórmula "Dulce Nombre de María de Jauregui de Coelemu", el 7 de febrero de 1774.
El pueblo era una posta dentro del llamado "Camino de la Colonia" (hoy Ruta CH-126), que unía Concepción con Talca, vía Cauquenes.
Durante la Independencia el pueblo fue atacado por los realistas, correspondiéndole dirigir su defensa al entonces teniente Manuel Bulnes.
Coelemu envió representante propio a la Asamblea Constituyente de 1823, eligiendo diputado al mencionado Manuel Bulnes. Con la Constitución de 1823, el Partido de Coelemu, se transforma en la Delegación de Coelemu, que con la ley de 30 de agosto de 1826, integra la nueva Provincia de Concepción. Con la Constitución de 1833, la Delegación pasa a llamarse Departamento de Coelemu. La administración local del departamento recae en la Ilustre Municipalidad de Coelemu, hasta 1850. En ese año, Tomé se convierte en nueva cabecera departamental, constituyéndose así la Ilustre Municipalidad de Tomé.
El 27 de febrero de 2010 la ciudad de Coelemu fue una de las más dañadas por el terremoto de Chile, sobre todo su sector costero como la playa de Perales y Vegas del Itata, cuyo epicentro se localizó a pocos kilómetros de la ciudad.

## Parajes turísticos
- Río Itata.
- Puente Viejo sobre el Río Itata.
- Plaza de Armas.
- Stands de tortilleras (sector estación).
- Feria de Coelemu.
- Antigua Estación Coelemu ( ya no existe servicio de transporte ferroviario).
- Parroquia Inmaculado Corazón de María.
- Teatro Municipal.
- Estadio Municipal.
- La localidad rural de Ranguelmo.
- Vegas del Itata (Ruta costera).
- Guarilihue (La ruta del vino).
- Playa Perales (Ruta costera).
- Playa de Purema (límite con comuna de Tomé).

## Demografía
La ciudad de Coelemu posee una población de 9.845 habitantes, lo que la convierte en la cuarta ciudad más poblada de la Región de Ñuble, por detrás de Chillán, San Carlos y Bulnes.
De los 9845 habitantes, 4804 (48,79 %) son hombres y 5041 (51,21 %) son mujeres. La ciudad posee 2727 viviendas lo que arroja un promedio de 3,61 personas por casa. Coelemu tiene una área de 3,54 kilómetros cuadrados y una densidad de 2781,07 hab/km².